# Akmellor
Akmellor (Acmella) är ett släkte av korgblommiga växter. Akmellor ingår i familjen korgblommiga växter.

## Bildgalleri

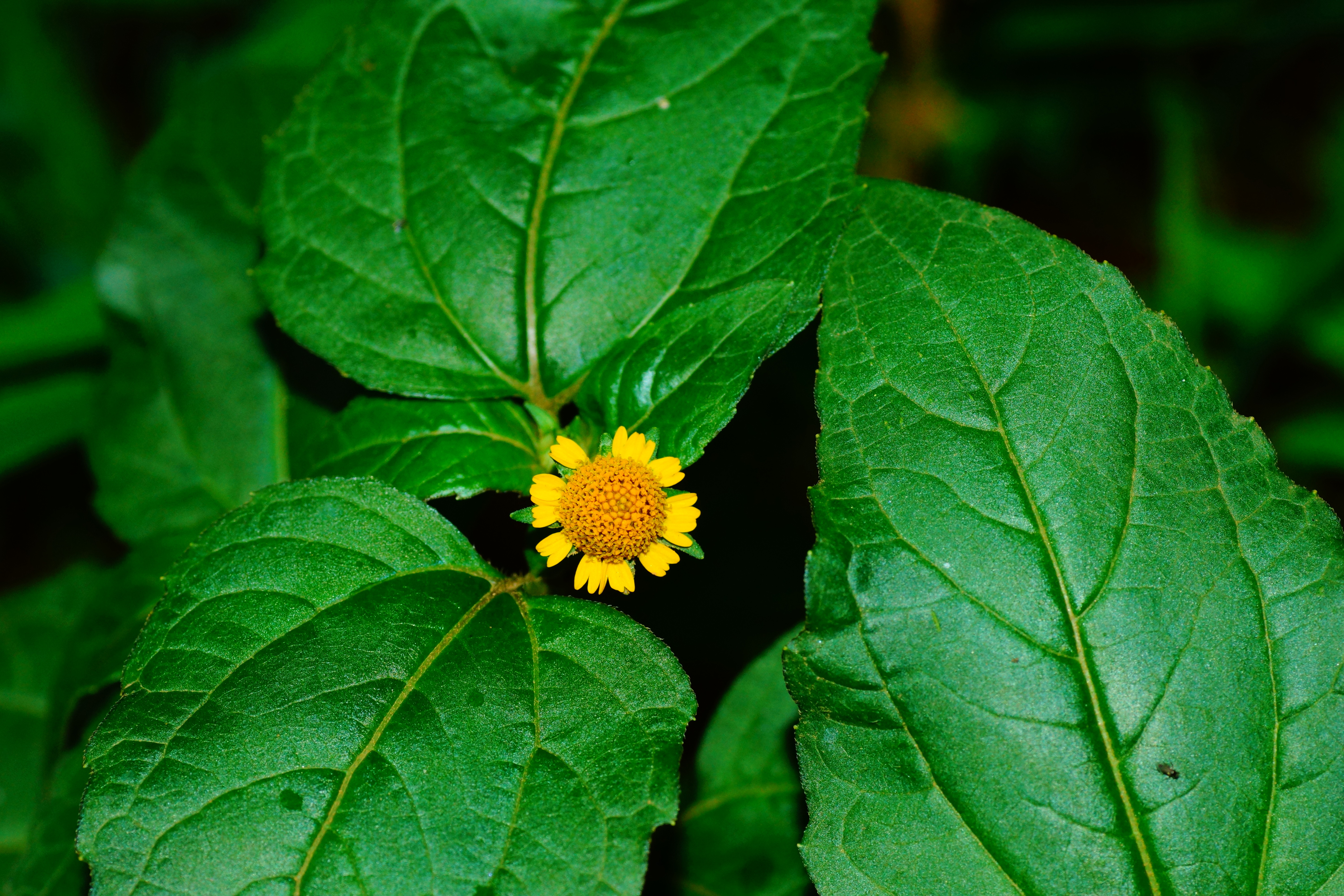

## Dottertaxa till Akmellor, i alfabetisk ordning[1]
- Acmella alba
- Acmella alpestris
- Acmella bellidioides
- Acmella brachyglossa
- Acmella calva
- Acmella caulirhiza
- Acmella ciliata
- Acmella darwinii
- Acmella decumbens
- Acmella filipes
- Acmella glaberrima
- Acmella grandiflora
- Acmella grisea
- Acmella iodiscaea
- Acmella leptophylla
- Acmella leucantha
- Acmella lundellii
- Acmella oleracea
- Acmella paniculata
- Acmella papposa
- Acmella pilosa
- Acmella poliolepidica
- Acmella psilocarpa
- Acmella pusilla
- Acmella radicans
- Acmella ramosa
- Acmella repens
- Acmella serratifolia
- Acmella sodiroi
- Acmella uliginosa